# Metopoceras codeti
Metopoceras codeti är en fjärilsart som beskrevs av George Francis Hampson 1905. Metopoceras codeti ingår i släktet Metopoceras och familjen nattflyn. Inga underarter finns listade i Catalogue of Life.